# PNC Financial Services
The PNC Financial Services Group, Inc. är en amerikansk multinationell bankkoncern (PNC Bank) tillika holdingbolag som erbjuder olika sorters finansiella tjänster till kunder i Kanada och USA. De har också strategisk närvaro i Kina, Storbritannien och Tyskland. De rankades 2018 som världens 134:e största publika bolag.
1982 drev delstaten Pennsylvanias delstatsregering genom en lag som bland annat lät banker förvärva andra banker inom delstatens gränser. PNC grundades året efter när bankerna Pittsburgh National Corporation och Provident National Corporation fusionerades med varandra.
De äger namnrättigheterna till arenorna PNC Arena i Raleigh i North Carolina och PNC Park i Pittsburgh i Pennsylvania och har sedan 2018 ett samarbetsavtal med motorsportsorganisationen National Association for Stock Car Auto Racing (Nascar).
För 2017 hade banken en omsättning på nästan $16,3 miljarder och hade en personalstyrka på 52 906 anställda. Deras huvudkontor ligger i Pittsburgh i Pennsylvania.